# Trikala (departement)
Trikala (Grieks: Τρίκαλα) was een departement (nomos) in de Griekse regio Thessalië. De hoofdstad is het gelijknamige Trikala en het departement had 138.047 inwoners (2001).

## Geografie
In het westelijke deel ligt het Pindosgebergte en in het oostelijk deel ligt de Thessalische vlakte. De rivier de Pinios stroomt van noordwest naar zuidoost door het departement.

## Plaatsen[2]
Door de bestuurlijke herindeling (Programma Kallikratis) werden de departementen afgeschaft vanaf 2011. Het departement “Trikala” werd een regionale eenheid (perifereiaki enotita). Er werden eveneens gemeentelijke herindelingen doorgevoerd, in de tabel hieronder “GEMEENTE” genoemd.
| Plaats         | Hoofdplaats (vroeger) | Postcode | GEMEENTE  | Hoofdplaats van de gemeente |
| -------------- | --------------------- | -------- | --------- | --------------------------- |
| Aithikes       | Elati                 | 420 32   | Pyli      | Pyli                        |
| Aspropotamos   | Kallirroi             | 421 00   | Kalampaka | Kalampaka                   |
| Chasia         | Asprokklisia          | 422 00   | Kalampaka | Kalampaka                   |
| Estiaiotida    | Megalochori           | 421 00   | Trikala   | Trikala                     |
| Faloreia       | Kefalovryso           | 421 00   | Trikala   | Trikala                     |
| Farkadona      |                       | 420 31   | Farkadona | Farkadona                   |
| Gomfoi         | Lygaria               | 421 00   | Pyli      | Pyli                        |
| Kalampaka      |                       | 422 00   | Kalampaka | Kalampaka                   |
| Kallidendro    | Valtino               | 421 00   | Trikala   | Trikala                     |
| Kastania       |                       | 420 36   | Kalampaka | Kalampaka                   |
| Kleinos        |                       | 422 00   | Kalampaka | Kalampaka                   |
| Koziakas       | Prinos                | 421 00   | Trikala   | Trikala                     |
| Malakasi       | Panagia               | 422 00   | Kalampaka | Kalampaka                   |
| Megala Kalyvia |                       | 420 30   | Trikala   | Trikala                     |
| Myrofyllo      |                       | 420 33   | Pyli      | Pyli                        |
| Neraida]       |                       | 420 37   | Pyli      | Pyli                        |
| Oichalia       |                       | 423 00   | Farkadona | Farkadona                   |
| Paliokastro    | Palaiopyrgos          | 421 00   | Trikala   | Trikala                     |
| Paralithaioi   | Rizoma                | 421 00   | Trikala   | Trikala                     |
| Pelinnaioi     | Taxiarches            | 421 00   | Farkadona | Farkadona                   |
| Pialeia        | Fiki                  | 421 00   | Pyli      | Pyli                        |
| Pyli           |                       | 420 32   | Pyli      | Pyli                        |
| Pynda          | Stournaraiika         | 420 32   | Pyli      | Pyli                        |
| Trikala        |                       | 421 00   | Trikala   | Trikala                     |
| Tymfaia        | Koniskos              | 422 00   | Kalampaka | Kalampaka                   |
| Vasiliki]      |                       | 422 00   | Kalampaka | Kalampaka                   |